# Terroristattacken i Rijeka 1995
Terroristattacken i Rijeka 1995 (kroatiska: Teroristički napad u Rijeci 1995.) var ett bombattentat som inträffade den 20 oktober 1995 i Rijeka i Kroatien. Attentatet utfördes av en egyptisk islamistisk terroristorganisation som lät krascha en bombförsedd bil mot den lokala polisstationens byggnad med syfte att skada byggnaden och människor som befann sig i och kring den. I attentatet som ditintills var det första och enda av denna typ att inträffa i Kroatien dödades gärningsmannen och totalt skadades 29 människor (27 anställda vid polisstationen och 2 förbipasserande personer).

## Bakgrund
Den 12 september 1995 greps Abu Talal al-Qasimi, en framstående medlem av den egyptiska islamistiska organisationen al-Gama'a al-Islamiyya, av bosnienkroatiska styrkor. Denne var då via Kroatien på väg till Bosnien och Hercegovina där Bosnienkriget ännu pågick för att samla material till en framtida bok. al-Qasimi var sedan tidigare efterlyst av egyptiska myndigheter. Den islamistiska organisationen han var medlem i var misstänkta för åtminstone två mordförsök på Egyptens dåvarande president Hosni Mubarak.
al-Qasimi överlämnades till kroatiska myndigheter som i sin tur överlämnade honom till amerikanska myndigheter. Efter att amerikanarna förhört honom utlämnades han till Egypten. Eftersom Kroatien de facto kontrollerade Kroatiska försvarsrådet, den bosnienkroatiska militära styrka som gripit al-Qasimi och överlämnat honom till kroatiska myndigheter, lät al-Gama'a al-Islamiyya utföra ett bombattentat på kroatisk mark. Syftet var att hämnas al-Qasimis gripande och utpressa kroatiska myndigheter till att frisläppa honom.       

## Händelseförlopp
Klockan 11:21 fredagen den 20 oktober 1995 körde en bil av märket Fiat in på parkeringsplatsen till Primorje-Gorski kotars läns centrala polisstation i Rijeka. På grund av den skarpa svängen in till parkeringsplatsen rörde sig fordonet långsamt. Istället för att parkera vid någon av de anvisade parkeringsplatserna vid byggnadens entré accelererade föraren direkt mot byggnaden. Avsaknaden av säkerhetsföreskrifter och det snabba händelseförloppet innebar att den då pågående attacken inte uppmärksammades förrän den var fullbordad. Fordonets förare körde 15–20 meter och passerade 8–10 lediga parkeringsplatser innan han kraschade bilen mot trappan som ledde till polisstationens entré. Explosionen som följde på bilkraschen registrerades klockan 11:22.
I den efterföljande polisutredningen framkom att fordonet hade varit lastat med 70 kilogram högexplosivt TNT. Polisen fann även fragment av ett kanadensiskt pass i resterna av bilen. I attentatet dödades självmordsbombaren och tillika föraren av fordonet. Därtill skadades totalt 29 personer varav två civila förbipasserande personer. Polishuset och flera intilliggande byggnader, däribland en grundskola, skadades i explosionen och på platsen för detonationen efterlämnades en krater i asfalten. Att förödelsen inte blev större berodde på att de som planerat attacken uppenbart missbedömt den lokala stadsgeografin. Bland annat var parkeringsplatsen för liten för att föraren skulle hinna accelerera tillräckligt för att penetrera huskroppen. En sådan manöver hade krävt högre hastighet, mera utrymme och troligtvis ett fordon med fler hästkrafter.
I polisutredningen identifierades den 35-årige kuwaitiske medborgaren John Fawza som självmordsbombaren som framfört fordonet och därefter omkommit i explosionen.  

## Eftermäle
I en kommuniké som dagen efter attentatet faxades till västerländska nyhetsbyråer i Kairo tog den egyptiska islamistiska organisationen al-Gama'a al-Islamiyya på sig ansvaret för dådet. Det framkom senare att Muhammad Shawki Al-Islambouli, ledaren för den militära grenen av al-Gama'a al-Islamiyya, personligen utfärdat ordern om ett bombattentat på kroatisk mark. Muhammad Shawki Al-Islambouli var Usama bin Ladins svärson och bror till attentatsmannen som i ett attentat år 1981 dödat den dåvarande egyptiske presidenten Anwar Sadat.     
I den efterföljande utredningen fastslog amerikanska och kroatiska utredare att attacken hade organiserats av Hassan al-Sharif Mahmud Saad. Denne hade tidigare bott i Italien men hade år 1995 flyttat till Bosnien och Hercegovina. Kort efter terrorattentaten i Rijeka upptäckte bosniska utredare att Saad även hade planerat ett attentat mot Natos trupper som då var stationerade i landet. Detta attentat skulle ha utförts i december 1995 med fullbordades aldrig då Saad samma år dödats i strider med styrkor från Kroatiska försvarsrådet i centrala Bosnien och Hercegovina.